# Mateusz Morawiecki
Mateusz Jakub Morawiecki (ur. 20 czerwca 1968 we Wrocławiu) – polski polityk, menedżer i bankowiec. W latach 2017–2023 prezes Rady Ministrów stojący na czele swojego pierwszego, drugiego i trzeciego gabinetu.
Prezes zarządu Banku Zachodniego WBK (2007–2015), członek Rady Gospodarczej przy pierwszym rządzie Donalda Tuska (2010–2012), wiceprezes Rady Ministrów (2015–2017), minister rozwoju (2015–2016), a następnie minister rozwoju i finansów (2016–2018), minister sportu (2019), poseł na Sejm IX i X kadencji (od 2019), minister cyfryzacji (2020–2023), wiceprezes Prawa i Sprawiedliwości (od 2021), przewodniczący Partii Europejskich Konserwatystów i Reformatorów (od 2025).

## Życiorys

### Młodość
Urodził się 20 czerwca 1968 we Wrocławiu. Jest synem chemiczki Jadwigi (1930–2025) oraz fizyka i opozycjonisty Kornela Morawieckiego (przewodniczącego Solidarności Walczącej). Rodzina ojca pochodziła z warszawskiej Pragi, gdzie urodził się i wychowywał Kornel Morawiecki, który później wraz z żoną zamieszkał we Wrocławiu. Rodzice matki pochodzili ze Stanisławowa, z czasem zamieszkali we Wrocławiu. W 1960 i 1965 urodziły się starsze siostry: Anna i Marta, w 1966 – Magdalena, która zmarła w wieku pięciu miesięcy, a w 1973 – młodsza siostra Maria.
Według publicysty Igora Jankego, Morawiecki od 1979 roku pomagał w drukowaniu podziemnego „Biuletynu Dolnośląskiego” w tajnej drukarni w Wilczynie Leśnym pod Wrocławiem[wymaga weryfikacji?]. Od grudnia 1981 brał udział w akcjach opozycyjnych: malowaniu napisów na murach, zrywaniu flag, rozklejaniu plakatów i ulotek, druku i kolportażu podziemnych pism oraz rozwieszaniu opozycyjnych transparentów. W latach 1983–1986 był wielokrotnie zatrzymywany i przesłuchiwany w związku z działalnością opozycyjną swojego ojca, który ukrywał się wówczas przed organami ścigania. Od 1986 publikował pod pseudonimami (np. Robert Synowiecki) artykuły w prasie podziemnej, głównie w „Biuletynie Dolnośląskim”. W latach 80. kilkakrotnie został pobity z powodów politycznych i ponownie był przesłuchiwany[wymaga weryfikacji?].

### Edukacja
W 1987 ukończył IX Liceum Ogólnokształcące im. Juliusza Słowackiego we Wrocławiu, następnie rozpoczął studia na kierunku historia na Wydziale Filozoficzno-Historycznym Uniwersytetu Wrocławskiego, gdzie w latach 1988–1989 brał udział w strajkach okupacyjnych. Studia te ukończył w 1992.
Następnie kształcił się na Politechnice Wrocławskiej i Central Connecticut State University, a w 1995 uzyskał dyplom Master of Business Administration na Akademii Ekonomicznej we Wrocławiu. W tym samym roku ukończył studia podyplomowe z prawa europejskiego i ekonomiki integracji gospodarczej na Uniwersytecie w Hamburgu. Studiował także na Uniwersytecie w Bazylei i w Kellogg School of Management przy Northwestern University.

### Działalność zawodowa
Od 1991 pracował dla spółki Cogito, współtworzył firmy wydawnicze Reverentia i Enter Marketing-Publishing. W 1991 był współzałożycielem, menedżerem i redaktorem pisma „Dwa Dni”. W latach 1992–1995 pracował jako menedżer odpowiedzialny za marketing i finanse w przedsiębiorstwach konsultingowych i wydawniczych. W 1995 odbył staż w Niemieckim Banku Federalnym. W latach 1996–1997 prowadził projekty badawcze w zakresie bankowości i makroekonomii na Uniwersytecie we Frankfurcie nad Menem. W 1997 wraz z Frankiem Emmertem opublikował Prawo europejskie, podręcznik z zakresu prawa unijnego i ekonomiki integracji gospodarczej. W 1998 został zastępcą dyrektora Departamentu Negocjacji Akcesyjnych w Urzędzie Komitetu Integracji Europejskiej. W latach 1998–2001 był członkiem rad nadzorczych Zakładu Energetycznego Wałbrzych i Agencji Rozwoju Przemysłu.
W 1998, po odejściu z administracji rządowej, podjął pracę w Banku Zachodnim. W latach 1998–2001 był doradcą prezesa zarządu, a następnie dyrektorem banku. W 2001, po połączeniu Banku Zachodniego i Wielkopolskiego Banku Kredytowego, został członkiem zarządu Banku Zachodniego WBK, a w maju 2007 objął stanowisko prezesa zarządu tej instytucji. Bank ten w tym czasie brał udział w finansowaniu różnych przedsięwzięć kulturalnych, m.in. serialu telewizyjnego Czas honoru oraz filmów Czarny czwartek i 1920 Bitwa Warszawska. Sam Morawiecki zasiadał w Komitecie Nauk o Finansach PAN pierwszej kadencji.

### Działalność polityczna do 2015
Był członkiem Partii Wolności. W latach 1998–2002 zasiadał w sejmiku dolnośląskim I kadencji, mandat uzyskał z listy Akcji Wyborczej Solidarność.
Od 2008 do czasu wejścia w skład rządu w 2015 był konsulem honorowym Republiki Irlandii w Polsce. W 2010 został powołany w skład Rady Gospodarczej przy premierze Donaldzie Tusku, w której zasiadał przez blisko dwa lata. W 2010 był zwolennikiem podwyższenia i zrównania wieku emerytalnego.
W 2014 był jedną z osób nagranych podczas afery taśmowej.

### Wiceprezes Rady Ministrów i minister

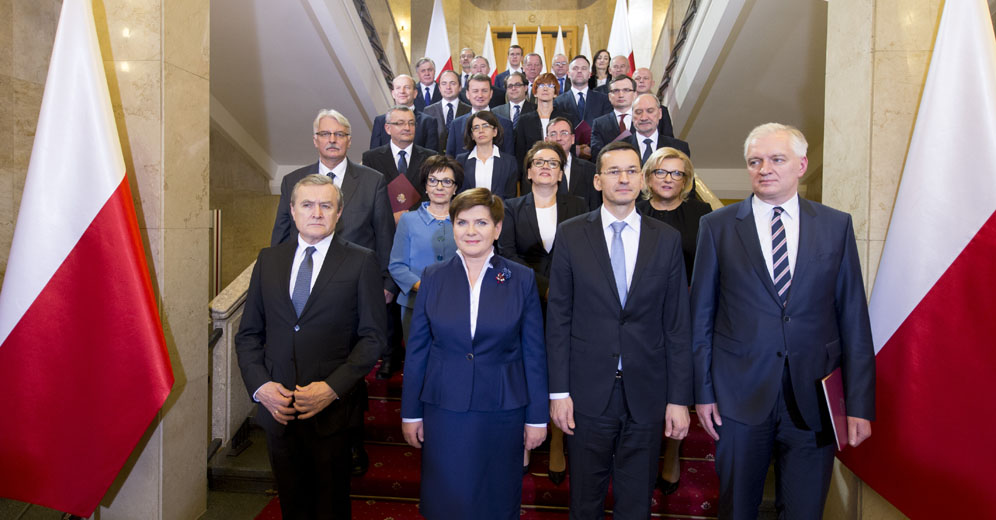
Rząd Beaty Szydło. W pierwszym rzędzie od lewej: Piotr Gliński, Beata Szydło, Mateusz Morawiecki i Jarosław Gowin (2015)

9 listopada 2015 zrezygnował z funkcji prezesa zarządu Banku Zachodniego WBK, nie uzyskując odprawy i pozostając nadal akcjonariuszem BZ WBK (ok. 13,7 tys. akcji; sprzedał je wraz z objęciem funkcji premiera). 16 listopada objął urzędy wicepremiera i ministra rozwoju w rządzie Beaty Szydło. W marcu 2016 wstąpił do Prawa i Sprawiedliwości. W tym samym roku przedstawił dokument programowy (nazwany „planem Morawieckiego”), który został przyjęty w rozwiniętej wersji przez Radę Ministrów w lutym 2017. Od marca 2016 kierował Komitetem Rozwoju, zadaniem którego było wypracowywanie programów w ramach planu odpowiedzialnego rozwoju.
28 września 2016 został odwołany ze stanowisk rządowych, a także tego samego dnia powołany ponownie na urzędy wicepremiera i ministra rozwoju i finansów (w resorcie finansów w miejsce Pawła Szałamachy). 30 września tego samego roku stanął na czele Komitetu Ekonomicznego Rady Ministrów. W marcu 2017 na zaproszenie ministra finansów Niemiec uczestniczył w spotkaniu ministrów finansów państw G20 w Baden-Baden, będąc pierwszym przedstawicielem Polski na tym szczycie i jednym z kilku przedstawicieli państw nienależących do grupy.

### Prezes Rady Ministrów

#### Pierwszy rząd (2017–2019)

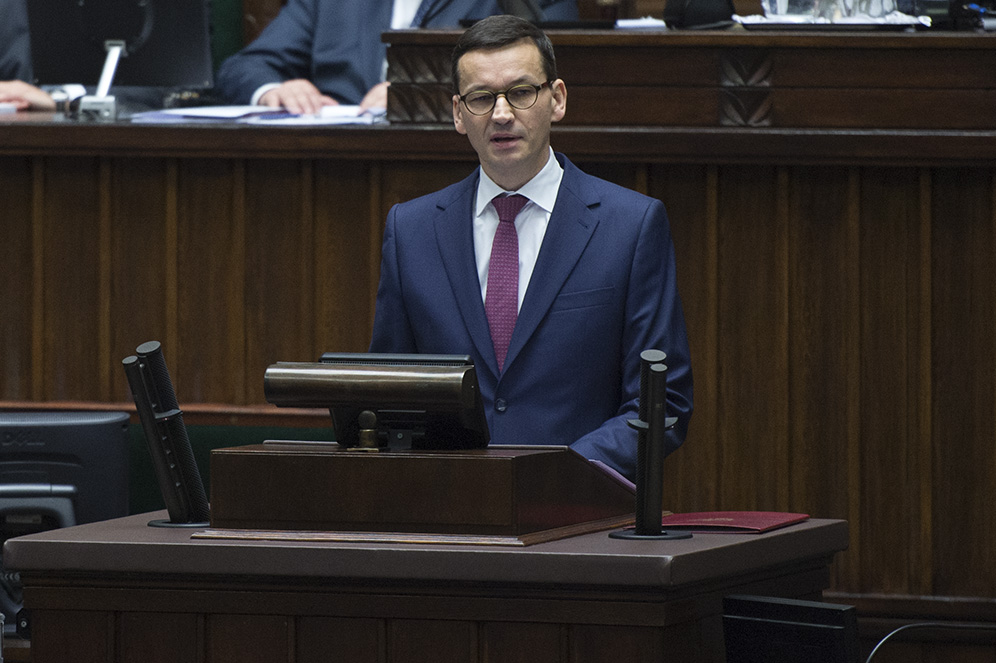
Mateusz Morawiecki wygłasza exposé w Sejmie RP, 12 grudnia 2017

7 grudnia 2017 komitet polityczny PiS rekomendował jego kandydaturę na stanowisko prezesa Rady Ministrów w związku z deklaracją rezygnacji ze strony premier Beaty Szydło, którą oficjalnie złożyła następnego dnia. Również 8 grudnia Mateusz Morawiecki został przez prezydenta RP Andrzeja Dudę desygnowany, a 11 grudnia powołany na to stanowisko. Jednocześnie został też ponownie powołany na urząd ministra rozwoju i finansów.
12 grudnia 2017 Sejm udzielił rządowi wotum zaufania; za zagłosowało 243 posłów, przeciw oddano 192 głosy. 9 stycznia 2018 Mateusz Morawiecki został odwołany z funkcji ministra rozwoju i finansów. Tego samego dnia, w związku ze zdymisjonowaniem Anny Streżyńskiej i niepowołaniem jej następcy, przejął obowiązki ministra cyfryzacji, które wykonywał do 17 kwietnia 2018, gdy obsadzono to stanowisko.
Podczas kampanii związanej z wyborami samorządowymi w 2018 przegrał dwa procesy w trybie wyborczym. Pierwszy we wrześniu – z Platformą Obywatelską; Sąd Apelacyjny w Warszawie nakazał mu publicznie sprostować wypowiedź, w której zarzucił koalicji PO-PSL, że w czasie ich rządów nie budowano w Polsce dróg (decyzja sądu odnosiła się do wypowiedzi, w której Mateusz Morawiecki stwierdził, że przez osiem lat poprzedniej koalicji wydano na drogi lokalne tyle, ile za rządu PiS miało być wydawane w ciągu jednego lub do półtora roku). Drugi w październiku 2018 z KWW Jacka Majchrowskiego; Sąd Apelacyjny w Krakowie nakazał mu sprostowanie wypowiedzi, że rządzący dotąd Krakowem „nie zrobili nic lub prawie nic w walce ze smogiem”.
Między sierpniem a wrześniem 2019 był członkiem Komisji Nadzoru Finansowego jako przedstawiciel ministra właściwego do spraw instytucji finansowych.

#### Drugi rząd (2019–2023)

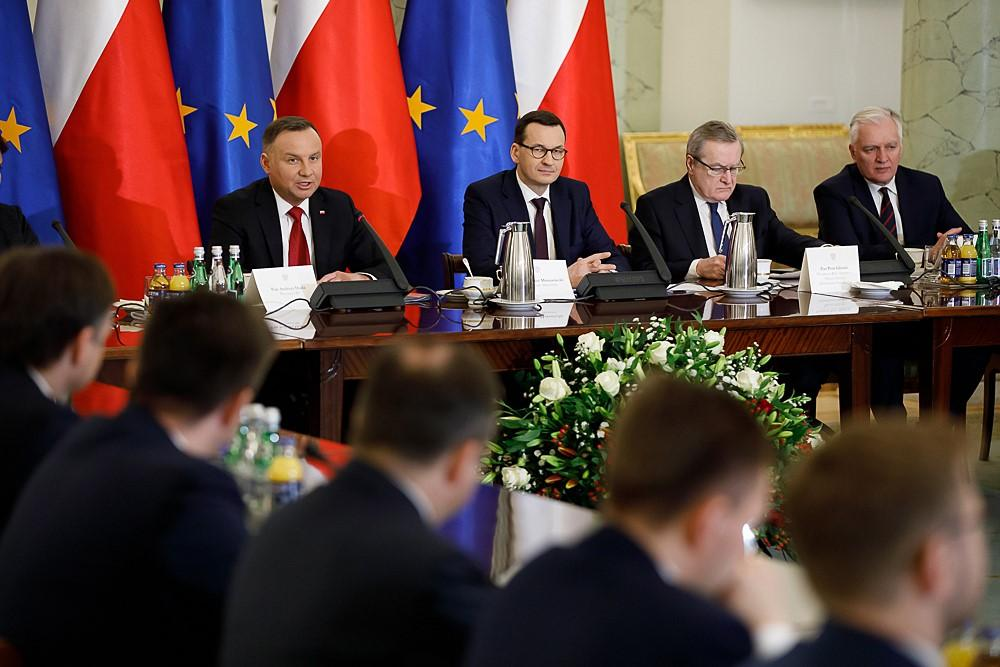
Mateusz Morawiecki podczas Rady Gabinetowej (2020)

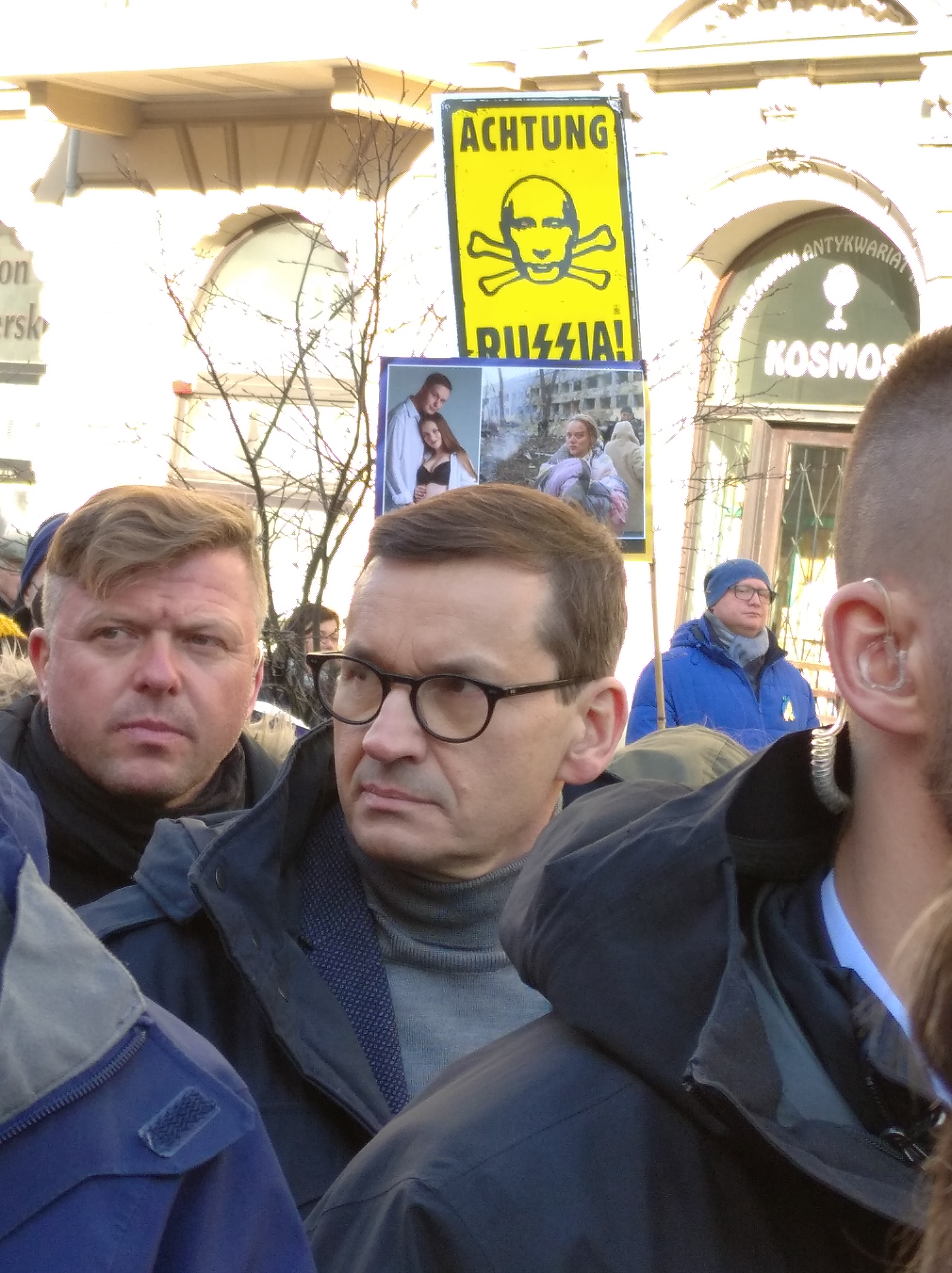
Mateusz Morawiecki w trakcie marszu solidarności z Ukrainą w Warszawie (2022).

W wyborach w 2019 Mateusz Morawiecki został liderem listy Prawa i Sprawiedliwości w okręgu nr 31. Uzyskał mandat posła na Sejm IX kadencji, otrzymując 133 687 głosów. Na pierwszym posiedzeniu Sejmu IX kadencji złożył dymisję Rady Ministrów (zgodnie z art. 162 ust. 1 Konstytucji RP), która tego samego dnia została przyjęta przez prezydenta. 14 listopada 2019 prezydent Andrzej Duda desygnował go ponownie na urząd premiera, powierzając mu misję utworzenia nowego rządu.
Następnego dnia prezydent powołał Mateusza Morawieckiego na urząd prezesa Rady Ministrów, a także powołał członków nowego gabinetu. W rządzie tym premier dodatkowo objął stanowisko ministra sportu. 19 listopada wygłosił swoje exposé. Tego samego dnia Sejm udzielił o rządowi wotum zaufania; za zagłosowało 237 posłów, przeciw oddano 214 głosów. 5 grudnia odwołany przez prezydenta Andrzeja Dudę z urzędu ministra sportu (w związku z powołaniem na ten urząd Danuty Dmowskiej-Andrzejuk).
We wrześniu 2020 Wojewódzki Sąd Administracyjny w Warszawie orzekł, że decyzja nakazująca Poczcie Polskiej podjęcie i realizację czynności niezbędnych do przygotowania i przeprowadzenia wyborów prezydenckich w maju 2020 została wydana bez podstawy prawnej i z rażącym naruszeniem prawa (m.in. Konstytucji Rzeczypospolitej Polskiej) oraz stwierdził jej nieważność. 26 czerwca 2024 NSA utrzymał ten wyrok w mocy.
6 października 2020 Mateusz Morawiecki w swoim rządzie objął dodatkowo stanowisko ministra cyfryzacji, zastępując Marka Zagórskiego, zakończył urzędowanie 6 kwietnia 2023.
W maju 2021 Najwyższa Izba Kontroli złożyła do prokuratury zawiadomienie o możliwości popełnienia przestępstwa nadużycia uprawnień przez Morawieckiego w związku z przygotowaniami do przeprowadzenia wyborów prezydenckich w 2020 roku.
W lipcu 2021 został wiceprezesem Prawa i Sprawiedliwości.
Od 11 sierpnia do 26 października 2021 wykonywał obowiązki ministra rozwoju, pracy i technologii w związku z nieobsadzeniem tego stanowiska. 29 listopada 2021 wyprzedził Jerzego Buzka, stając się drugim najdłużej urzędującym premierem III RP. Od 10 lutego do 26 kwietnia 2022 wykonywał obowiązki ministra finansów po dymisji Tadeusza Kościńskiego.

#### Trzeci rząd (2023)
W wyborach w 2023 Mateusz Morawiecki został ponownie liderem listy Prawa i Sprawiedliwości w okręgu nr 31. Uzyskał mandat posła na Sejm X kadencji, otrzymując 117 064 głosy. 13 listopada tego samego roku prezydent przyjął dymisję Rady Ministrów i po raz trzeci desygnował go na urząd premiera.
27 listopada 2023 prezydent powołał Mateusza Morawieckiego na urząd prezesa Rady Ministrów, a także powołał członków nowego mniejszościowego gabinetu. 11 grudnia 2023 posłowie Sejmu zagłosowali nad wotum zaufania dla rządu. Trzeci gabinet Mateusza Morawieckiego nie uzyskał poparcia większości. Tego samego dnia premier złożył dymisję rządu, która została przyjęta przez Prezydenta. 13 grudnia 2023 zakończył pełnienie funkcji premiera w związku z powołaniem trzeciego rządu Donalda Tuska.

### Działalność polityczna po 2023
W styczniu 2025 został przewodniczącym Partii Europejskich Konserwatystów i Reformatorów. W styczniu tego samego roku prokurator generalny Adam Bodnar skierował do Sejmu wniosek o uchylenie immunitetu Morawieckiemu w związku z możliwością popełnienia przez niego przestępstwa przekroczenia uprawnień (art. 231 § 1 kk) w ten sposób, że jako premier 16 kwietnia 2020 wydał polecenie Poczcie Polskiej podjęcia czynności w celu organizacji korespondencyjnych wyborów prezydenckich zarządzonych na 10 maja 2020 bez podstawy prawnej oraz Polskiej Wytwórni Papierów Wartościowych wydrukowania kart do głosowania w tych wyborach. 23 stycznia Morawiecki zrzekł się immunitetu. 27 lutego prokuratura przedstawiła mu zarzuty przekroczenia uprawnień.

## Odznaczenia i wyróżnienia

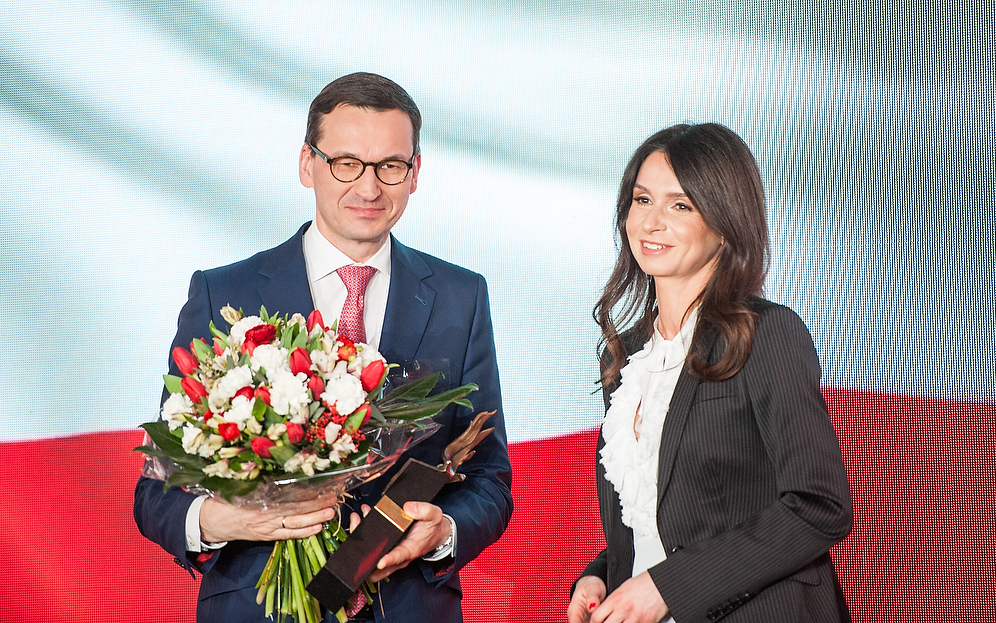
Z Martą Kaczyńską podczas odbioru Nagrody im. Prezydenta RP Lecha Kaczyńskiego (2018)

### Ordery i odznaczenia
- 2011: Odznaka Honorowa „Za zasługi dla bankowości Rzeczypospolitej Polskiej”[77]
- 2013: Krzyż Wolności i Solidarności[78]
- 2015: Krzyż Kawalerski Orderu Odrodzenia Polski (za wybitne zasługi w działalności na rzecz wspierania oraz promowania polskiej kultury i dziedzictwa narodowego)[79]
- 2019: Krzyż Wielki Orderu „Za zasługi dla Litwy”[80]
- 2021: Srebrny Krzyż Solidarności Walczącej[81]
- 2022: Order Księcia Jarosława Mądrego II klasy (Ukraina)[82][83]

### Nagrody i wyróżnienia
- 2015: Medal artMecenatu na Interdyscyplinarnym Festiwalu Sztuk Miasto Gwiazd w Żyrardowie[84]
- 2015: Perła Honorowa Polskiej Gospodarki w kategorii gospodarka[85]
- 2017: Tytuł „Człowieka Roku 2016” tygodnika „Gazeta Polska”[86]
- 2017: Pierścień „Inki” (za postawę patriotyczną i krzewienie idei pamięci o Żołnierzach Wyklętych)[87]
- 2018: Złoty Medal Amerykańskiego Instytutu Kultury Polskiej[88]
- 2018: Tytuł „Człowieka Roku 2017” tygodnika „Wprost” (wspólnie z zespołem gospodarczym ministrów rządu)[89]
- 2018: Nagroda im. Prezydenta RP Lecha Kaczyńskiego (przyznana przez Ruch Społeczny im. Prezydenta RP Lecha Kaczyńskiego)[90]
- 2018: Tytuł „Człowieka Roku 2017” tygodnika „Gazeta Polska”[91]
- 2019: Tytuł „Człowieka Roku 2018” tygodnika „Gazeta Polska”[92]
- 2019: Tytuł „Człowieka Roku” 2018 Forum Ekonomicznego w Krynicy[93][94]
- 2019: Nagroda „Człowiek Wolności 2019” przyznana przez redakcję tygodnika „Sieci”[95]

## Życie prywatne
Od pierwszej połowy lat 90. żonaty z Iwoną; ojciec czworga dzieci: dwóch córek (Olgi i Magdaleny) oraz dwóch synów (Jeremiasza i Ignacego). 5 lutego 2025 r. poinformował o narodzinach pierwszego wnuka Stanisława.
Deklaruje się jako katolik.

## Galeria

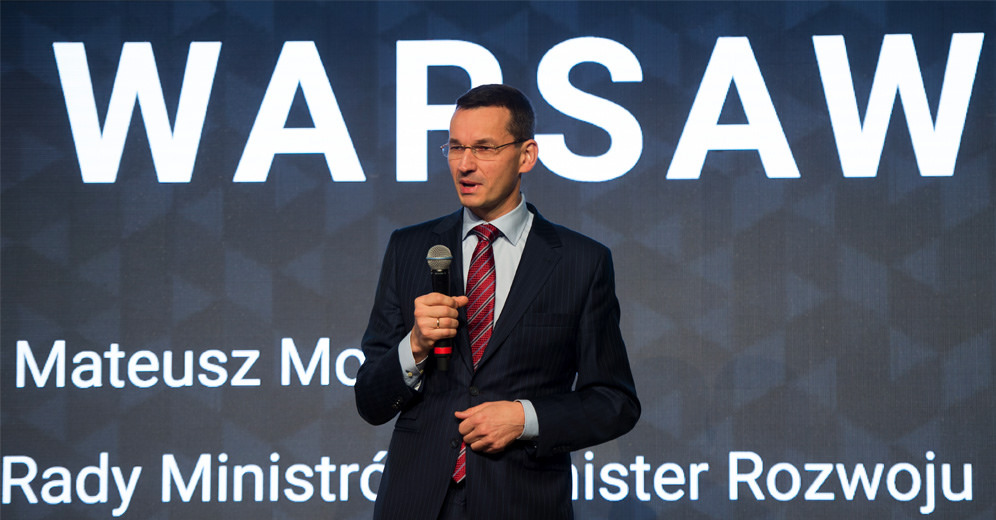
Mateusz Morawiecki na otwarciu Campus Warsaw (2015)
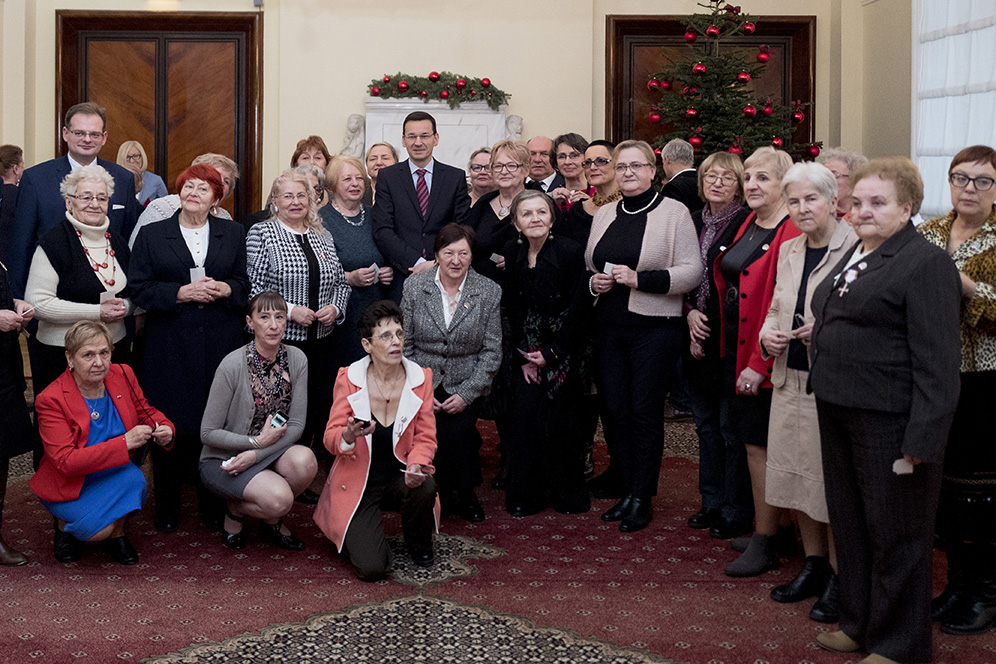
Spotkanie z kobietami internowanymi w stanie wojennym (2017)
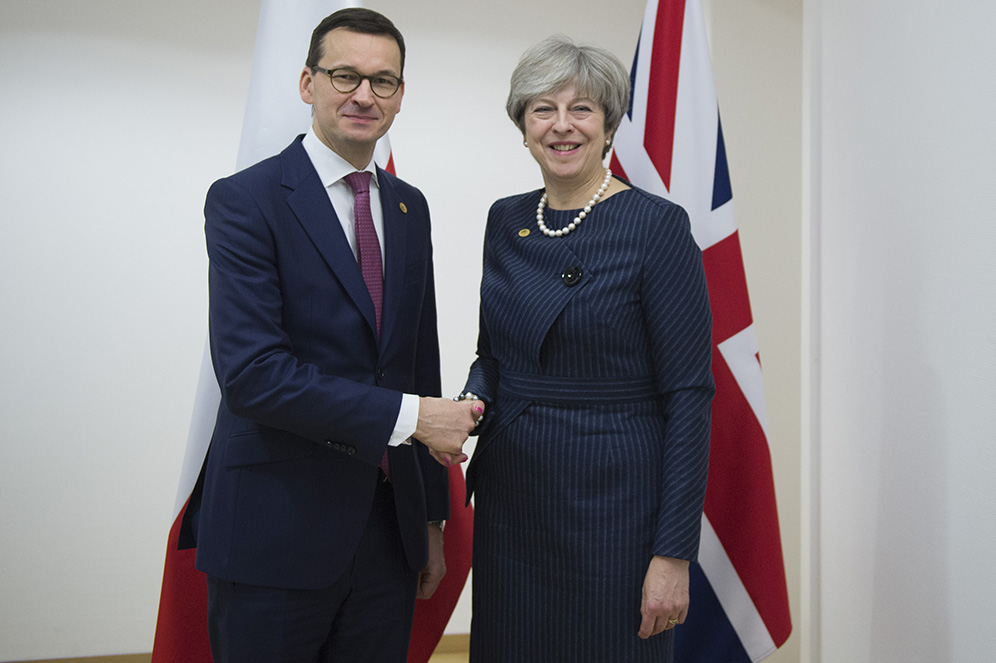
Mateusz Morawiecki i Theresa May (2017)
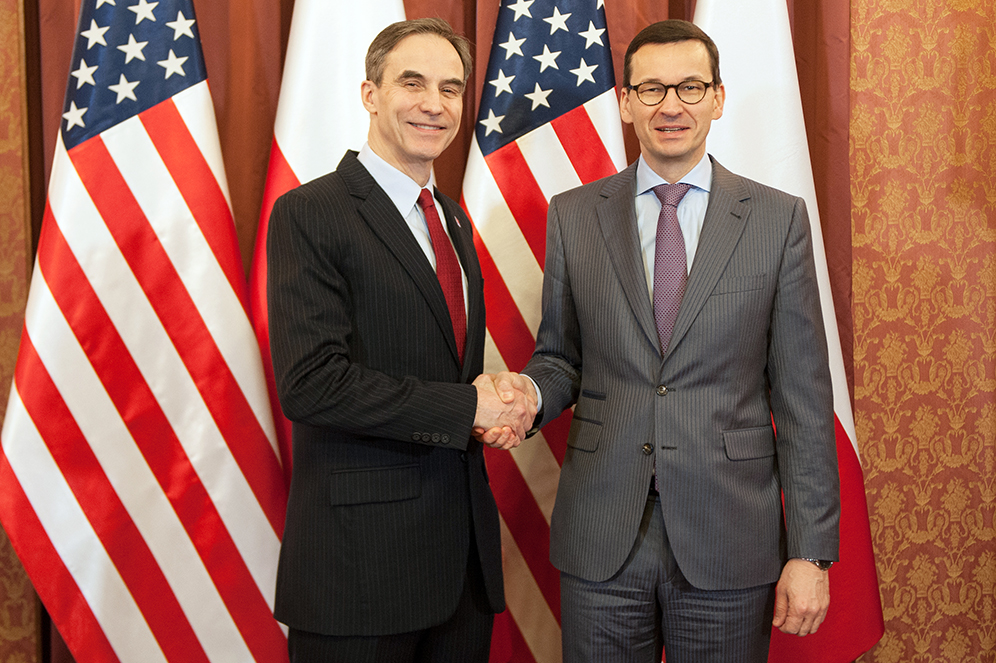
Mateusz Morawiecki i ambasador USA Paul W. Jones (2018)
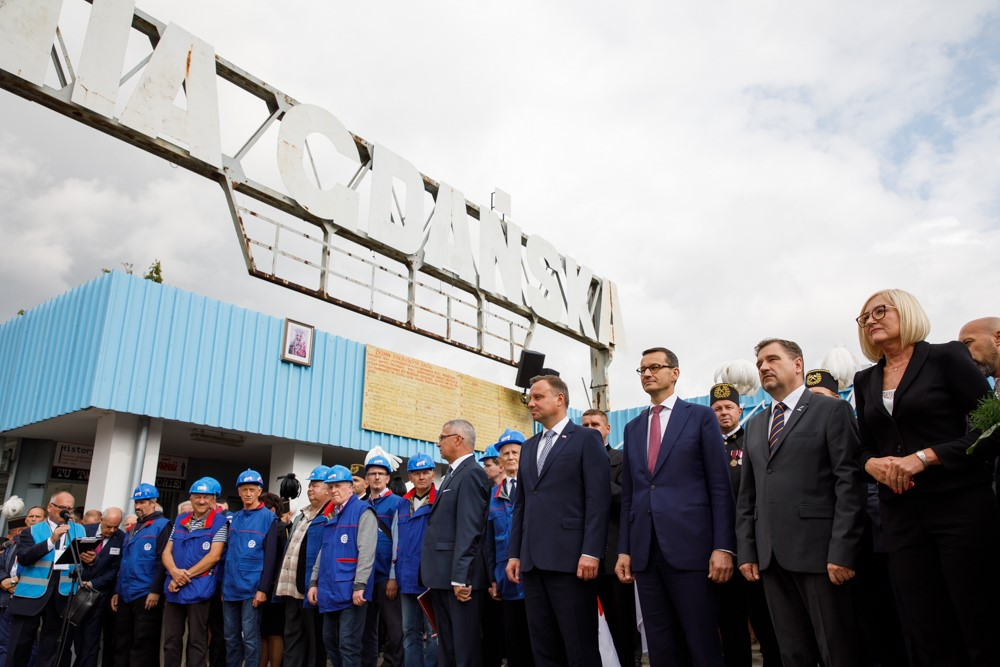
Obchody sierpnia 1980; obok prezydent Andrzej Duda i przewodniczący NSZZ „S” Piotr Duda (2018)
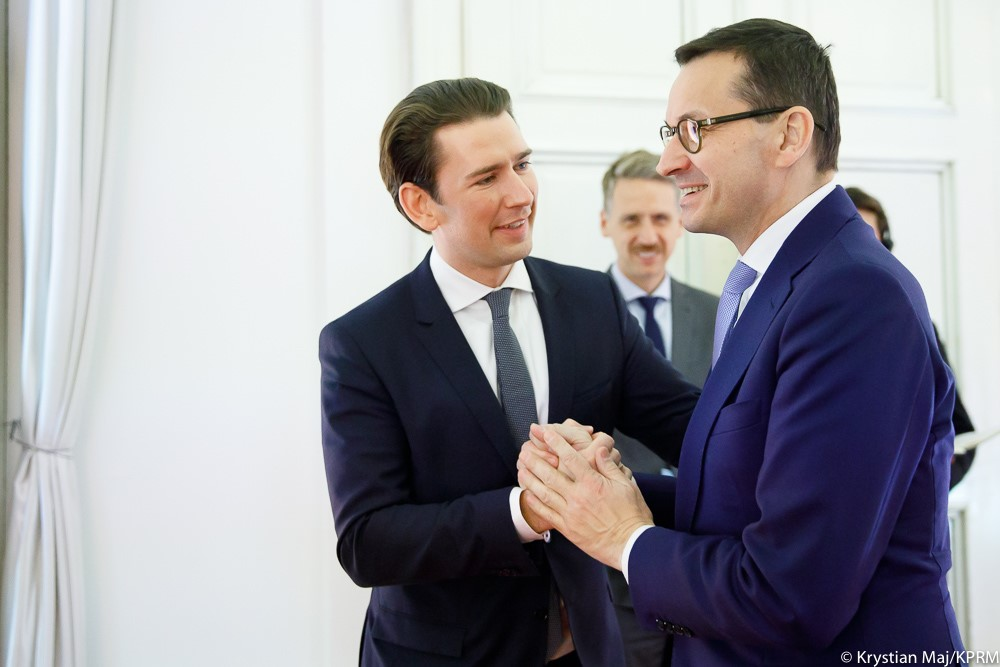
Mateusz Morawiecki i kanclerz Austrii Sebastian Kurz (2018)
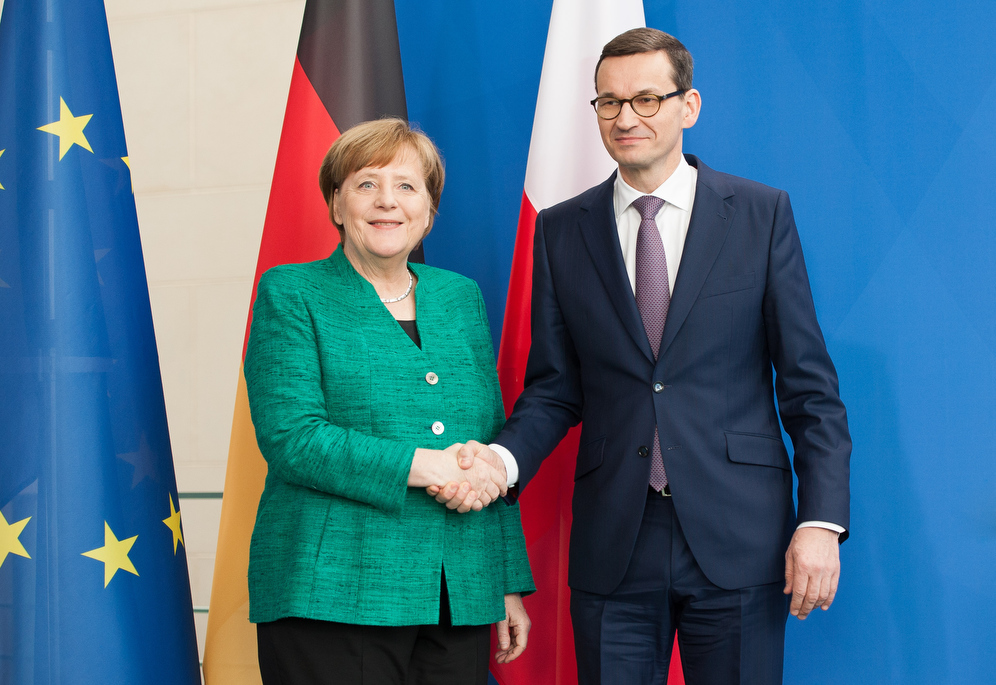
Angela Merkel i Mateusz Morawiecki (2018)
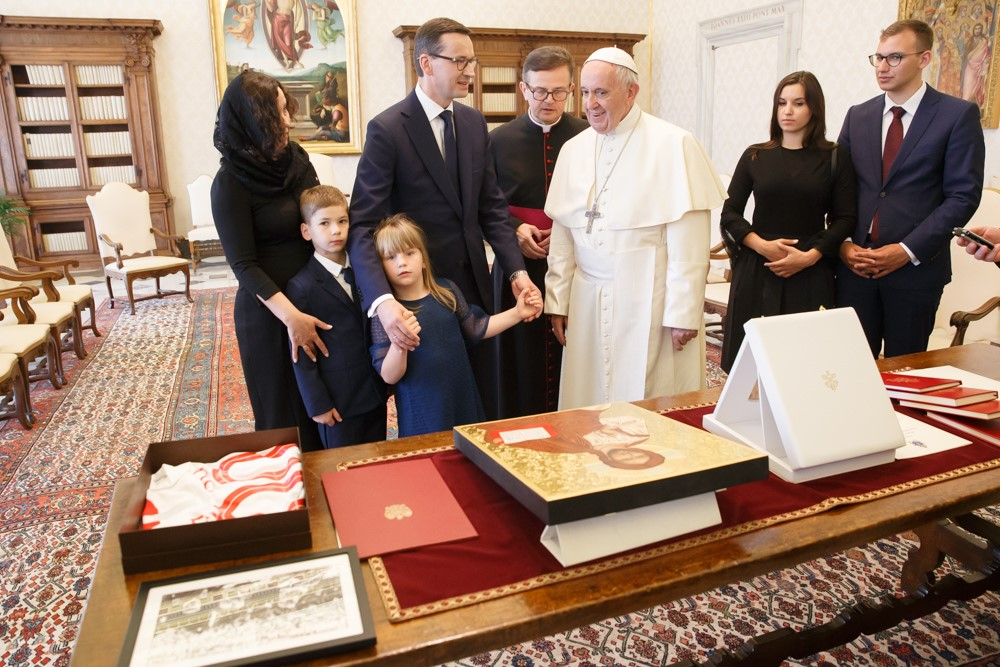
Mateusz Morawiecki z rodziną z wizytą u papieża Franciszka (2018)
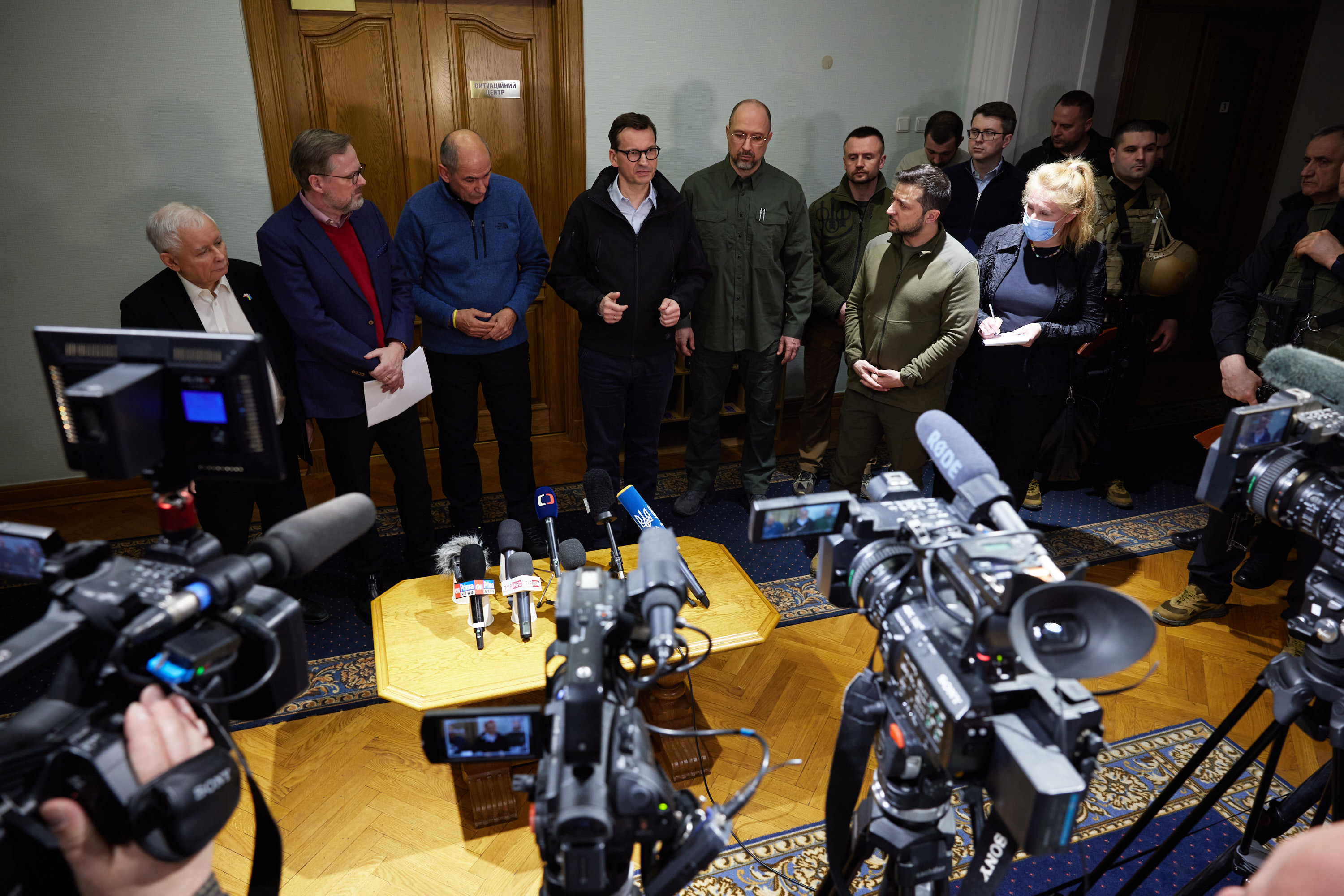
Mateusz Morawiecki w pierwszej od inwazji rosyjskiej, delegacji zagranicznych rządów w Kijowie, 15 marca 2022
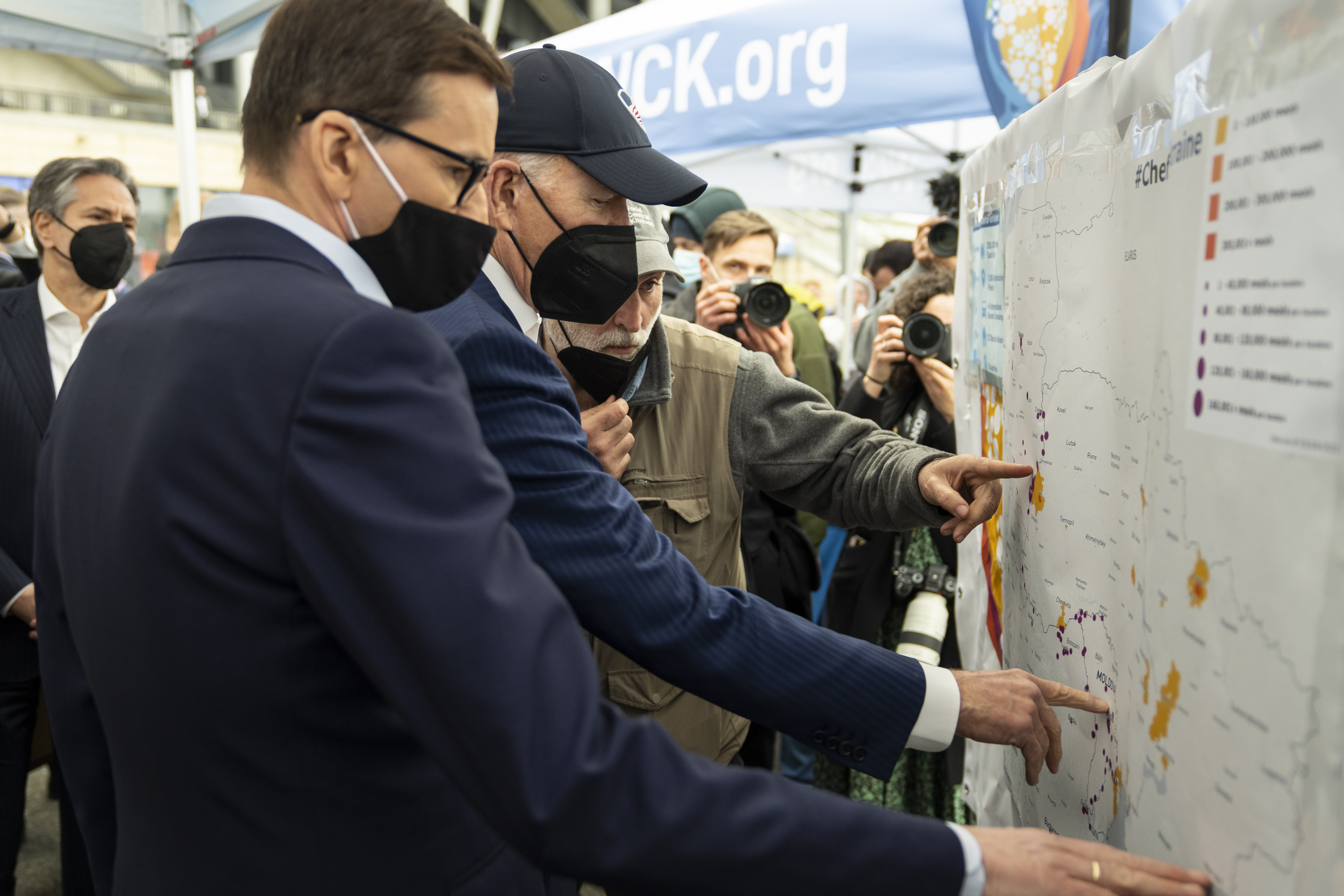
Mateusz Morawiecki z prezydentem USA Joe Bidenem na Stadionie Narodowym w Warszawie pełniącym funkcje punktu recepcyjnego dla uchodźców z Ukrainy, 26 marca 2022 roku